# Elymnias melagondas
Elymnias melagondas är en fjärilsart som beskrevs av Hans Fruhstorfer 1900. Elymnias melagondas ingår i släktet Elymnias och familjen praktfjärilar. Inga underarter finns listade i Catalogue of Life.